# Zitadelle

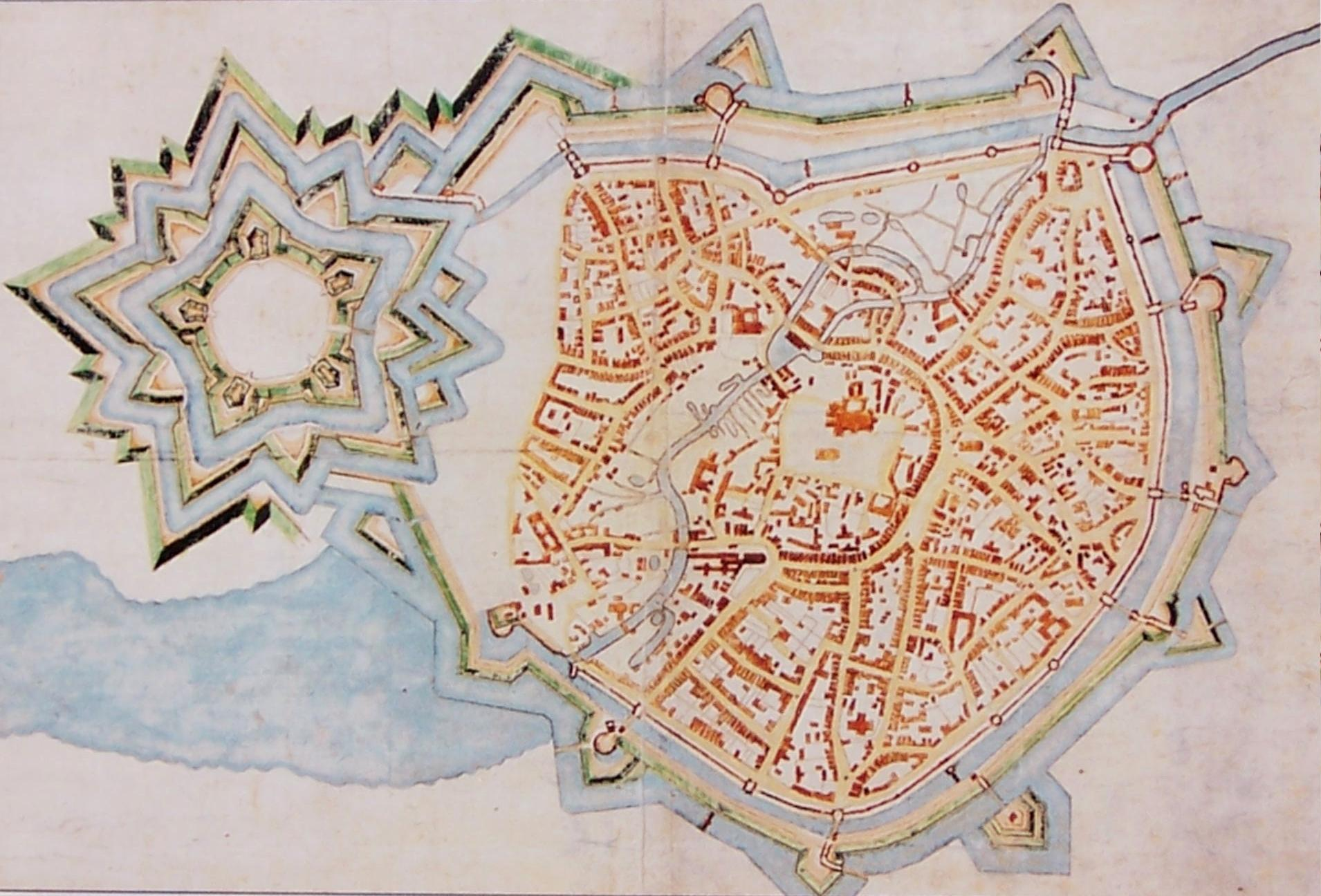
Münster um 1680: rechts die Stadt, links die Zitadelle von Münster

Eine Zitadelle ist eine kleine in sich abgeschlossene Festung, die entweder innerhalb einer größeren liegt oder einen Teil der Enceinte (also der Hauptbefestigungslinie) der größeren Festung bildet. Bei der Erstürmung einer so gesicherten Stadt diente sie als Rückzugsort für die Garnison und letzter Widerstandskern.

## Bezeichnung
Die Bezeichnung wurde in der Frühen Neuzeit von italienisch cittadella entlehnt, was „kleine Stadt“ bedeutet. Der zentrale und stark gepanzerte Teil eines Schlachtschiffs, der die wichtigsten technischen Anlagen und Magazine schützt, wird ebenfalls als Zitadelle bezeichnet.

## Lage
Eine Zitadelle positioniert sich entweder innerhalb oder am Rande einer Stadtbefestigung. Oftmals wurde sie bewusst im Zentrum einer als illoyal betrachteten Stadt errichtet und diente somit einem ähnlichen Zweck wie die mittelalterliche Zwingburg.

## Freie äußere Form

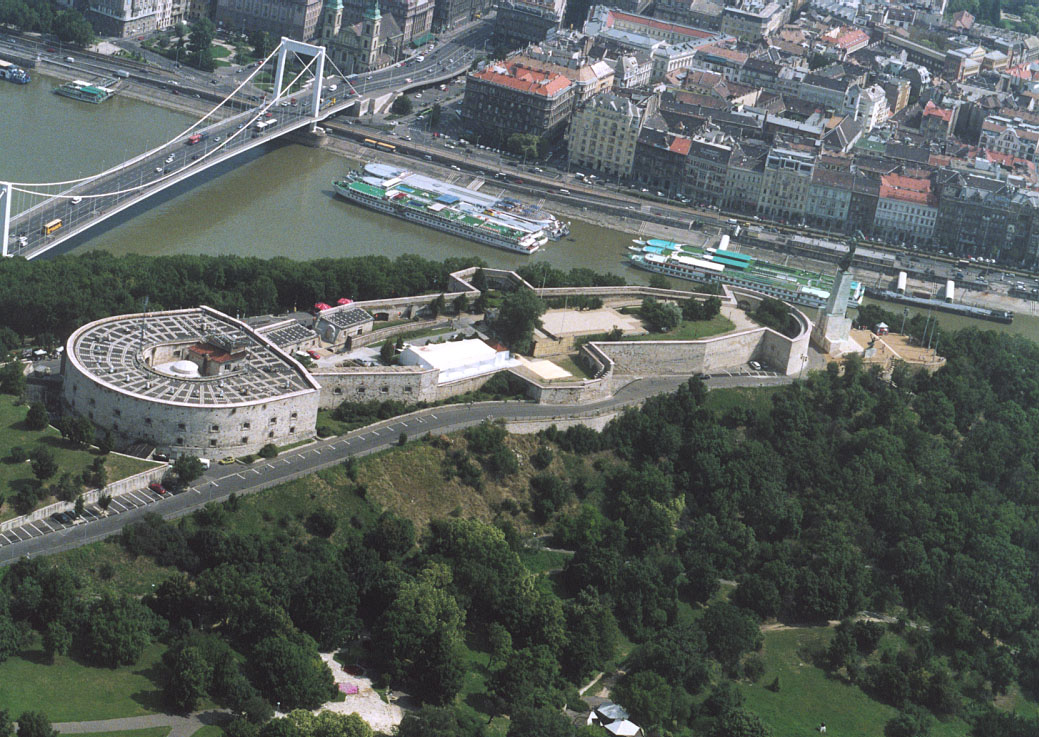
Zitadelle von Budapest

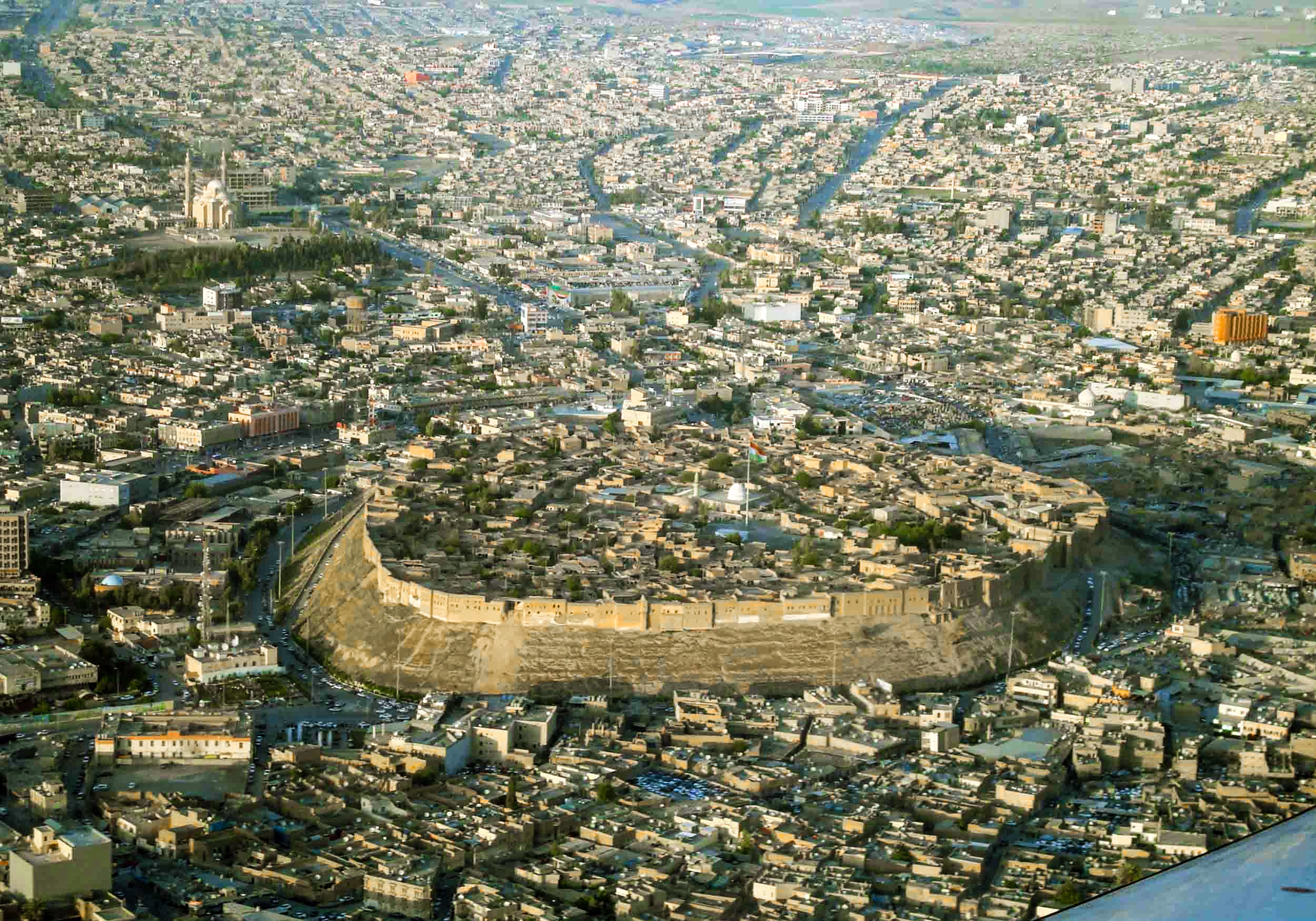
Zitadelle von Erbil

Die älteste Form der Zitadelle ist die auf einem Hügel gelegene Festung innerhalb oder am Rande einer Stadt. Die äußere Form dieser Zitadellen leitete sich mehr oder weniger direkt aus den Umrissen des Berges oder Hügels ab, auf dem sie standen. Im Griechenland der Antike wurden sie Akropolis genannt, was so viel bedeutet wie „Hohe Stadt“. Sie erfüllten auch die Funktion eines Heiligtums.
Auch spätere Beispiele, wie die Zitadelle Petersberg in Erfurt oder die Zitadelle von Bitsch, richteten sich in ihrer groben Gesamtform nach dem Höhenprofil der Landschaft oder dem Umriss eines Berges.

### Beispiele
In Deutschland
- Berlin – Zitadelle Spandau
- Erfurt – Zitadelle Petersberg
- Erfurt – Zitadelle Cyriaksburg
- Münster – Zitadelle von Münster
- Vechta – Zitadelle Vechta
- Wesel – Zitadelle Wesel

In europäischen Ländern
- Athen – Akropolis (Athen)
- Bitche – Zitadelle von Bitsch
- Budapest – Zitadelle (Budapest)
- Ephesos/Selçuk – Zitadelle von Selçuk

In Ländern außerhalb Europas
- Aleppo, Syrien – Zitadelle von Aleppo
- Erbil, Irak – Zitadelle von Erbil
- Halifax, Neu-Schottland, Kanada – Citadel Hill (Fort George)
- Kairo, Ägypten – Zitadelle von Saladin

## Regelmäßiges Vieleck

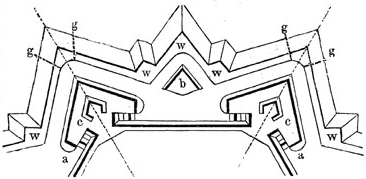
Die neuitalienische Manier des Festungsbaus, spätes 16. Jahrhundert. a Zurückgezogene Flanke mit Orillon, b Ravelin, c Cavalier, g Gedeckter Weg, w Waffenplatz

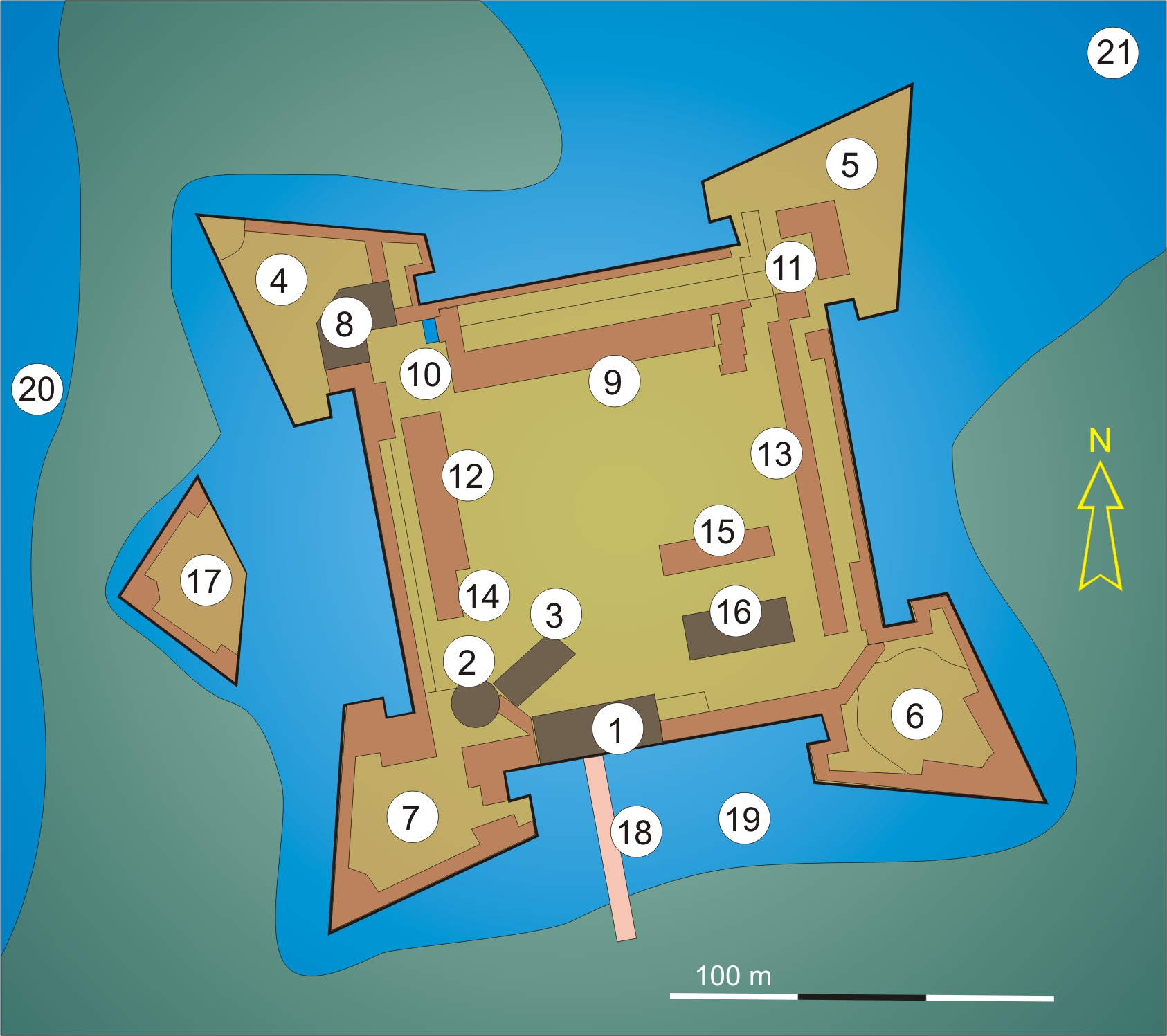
Schematische Karte der Zitadelle Spandau mit vier Bastionen, einer an jeder Ecke. Den gleichen Grundriss hat die Festung Groß Friedrichsburg.

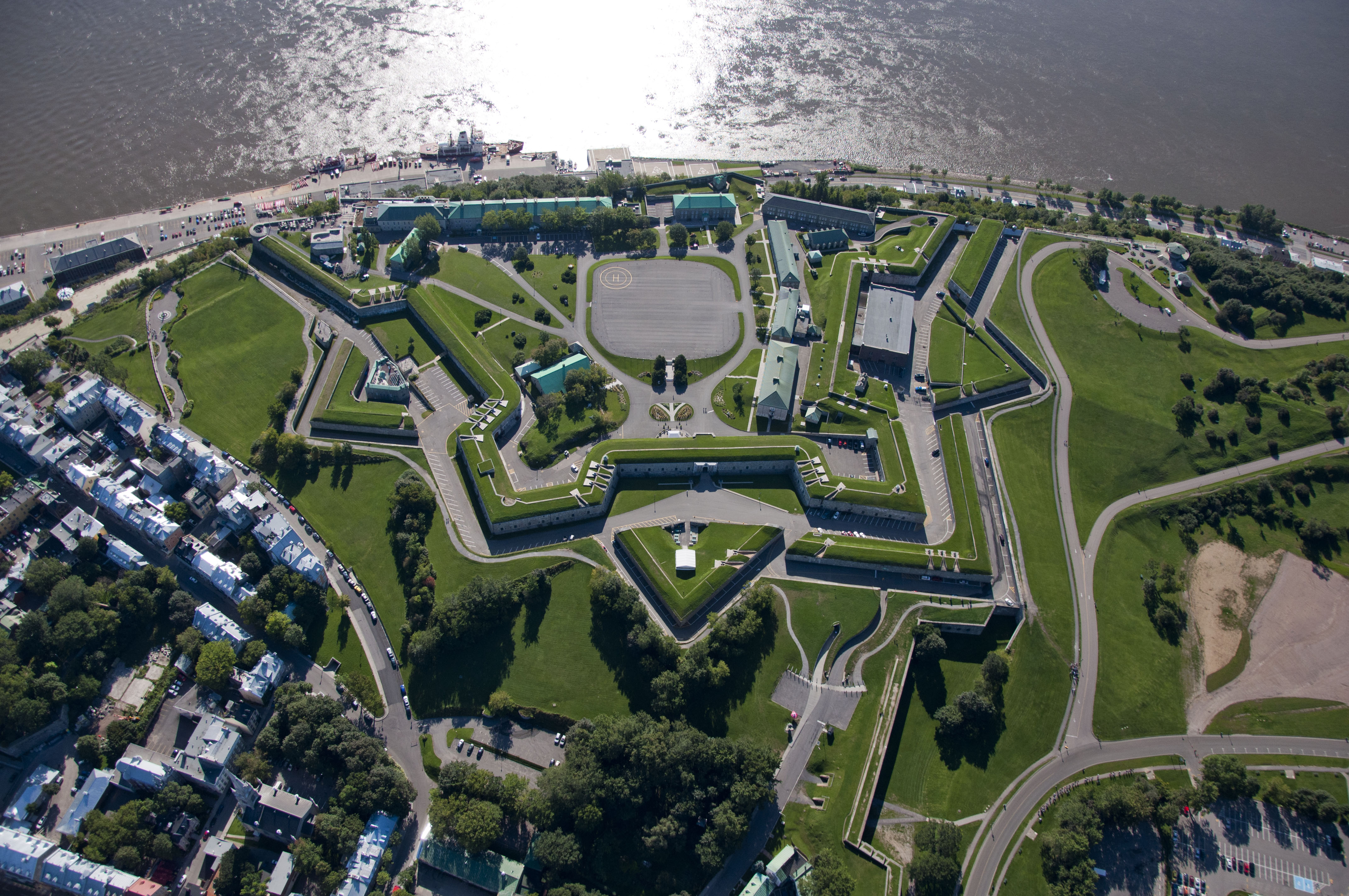
Zitadelle von Québec

Anfang und Mitte des 16. Jahrhunderts entwickelte man auf der Grundlage des Bastionärsystems eine neue Form der Zitadelle, die den Grundriss eines regelmäßigen Vieleckes oder Sternes hatte. Siehe dazu:
- Festung #Ursprünge des Bastionärsystems nach „italienischer Manier“
- Festung #Entwicklung der neuitalienischen Manier

Im 17. Jahrhundert verfeinerte der französische Militärarchitekt und Marschall Sébastien Le Prestre de Vauban dieses Prinzip sehr erfolgreich. Das führte dazu, dass Zitadellen in einigen Regionen auch allgemein als „Vauban-Festungen“ bezeichnet werden. Durch die ausgeklügelte Geometrie der Wehranlagen war sie weniger auf den Schutz, den eine erhöhte Lage auf einem Berg brächte, angewiesen. Daher sind viele Vauban-Festungen in eher flacheren Regionen vorzufinden (→Niederungsburg), wo es im Gegensatz zur Berglage (→Höhenburg) einfacher ist, ein System aus schützenden Wassergräben anzulegen.
Das „geometrische Ideal“ eines regelmäßigen Sternes mit den Bastionen als Zacken konnte allerdings nur bei völligen Neuanlagen von Festungen in der Ebene in seiner Reinheit umgesetzt werden. Bei bloßen Modernisierungen von Festungen oder im hügeligen Gelände mussten die Befestigungsanlagen den örtlichen Gegebenheiten angepasst werden (siehe dazu im obigen Abschnitt beispielsweise die Zitadelle von Bitsch). Oder die Zitadelle richtete sich in ihrer Gestalt mehr nach dem Befestigungssystem der Stadt, als Beispiel käme eventuell die Zitadelle Wesel in Betracht (siehe ebenfalls im obigen Abschnitt).

### Beispiele
In Deutschland
- Berlin – Zitadelle Spandau
- Coesfeld – Ludgerusburg
- Jülich – Zitadelle Jülich
- Magdeburg – Zitadelle Magdeburg
- Mainz – Zitadelle Mainz

In europäischen Ländern
- Antwerpen – Zitadelle von Antwerpen
- Jaca – Zitadelle von Jaca
- Landskrona – Zitadelle Landskrona
- Lille – Zitadelle von Lille
- Pamplona – Zitadelle von Pamplona
- Straßburg – Zitadelle von Straßburg
- Turin – Zitadelle von Turin

In Ländern außerhalb Europas
- Québec, Kanada – Zitadelle von Québec